# Prostituição na Bolívia
Prostituição na Bolívia é legal e regulamentada. É permitida apenas por prostitutas registradas em bordéis licenciados. As prostitutas devem se registrar e realizar exames de saúde regulares para doenças sexualmente transmissíveis (a cada 20 dias). A polícia pode verificar se as prostitutas estão registradas e se compareceram a uma clínica nos últimos 20 dias.
Em 2016, o UNAIDS estimou que havia 30.523 prostitutas na Bolívia.

## Visão social
Embora a prostituição seja disseminada na Bolívia, as prostitutas são fortemente estigmatizadas pela sociedade, sendo responsabilizadas por tudo, desde desagregação familiar até o aumento da taxa de infecção por HIV. Em 2007, em El Alto, centenas de prostitutas foram atacadas, forçadas a se despir e espancadas por moradores revoltados; vários bordéis foram incendiados. Os cidadãos exigiram que bordéis e bares ficassem pelo menos a 960 metros de escolas. O governo municipal respondeu fechando todos os bordéis a menos de 480 metros das escolas, mas não adotou nenhuma medida contra os agressores. "Somos os rejeitados da Bolívia", disse Yuly Perez, vice-presidente da ONAEM, o sindicato de trabalhadoras do sexo da Bolívia, "Se não trabalharmos, quem vai alimentar nossos filhos?" Outro representante afirmou: "As pessoas pensam que o objetivo da nossa organização é expandir a prostituição na Bolívia. Na verdade, queremos o oposto. Nosso mundo ideal é livre do desespero econômico que força as mulheres a entrar nesse negócio."

## Prostituição infantil
Na Bolívia, a idade média de ingresso na prostituição é de 16 anos. Prostituição infantil é um problema sério, principalmente em áreas urbanas e na Chapare. A maioria das crianças forçadas à prostituição vêm das classes sociais mais baixas e de famílias desestruturadas. Apenas 12,6% dessas crianças têm acesso à educação, deixando-as com poucas oportunidades. Como resultado, muitas permanecem no mercado sexual na vida adulta, apesar de desejarem sair dessa situação. Aproximadamente um terço das meninas e adolescentes em prostituição têm entre um e cinco filhos, a maioria com menos de 5 anos. A maior parte das prostitutas infantis trabalha nas ruas, em bordéis ou em bares e boates.
Existem diferentes tipos de prostituição infantil, variando conforme o poder econômico do cliente e a idade da criança. Clientes de classe alta tendem a buscar adolescentes mais velhas (16–17 anos) e jovens adultas (18–20 anos). Muitos vêm do leste da Bolívia e de fora do país. Esse tipo de prostituição é organizado por redes fechadas e sofre poucas fiscalizações. Em alguns casos, o contato sexual ocorre na residência do cliente. Adolescentes de todas as regiões prostituem-se em bares ou pubs locais, principalmente para clientes de classe média. A Prostituição de rua envolve mulheres e meninas de todas as idades que geralmente entram no comércio entre 12 e 15 anos. Por fim, há uma forma de prostituição “oculta”, envolvendo crianças a partir de 8 anos, muitas vezes em troca de drogas, guloseimas ou brinquedos. Durante o dia, essas crianças ficam nas ruas, frequentemente como vendedoras ambulantes, empregadas domésticas ou garçonetes. À noite, vão a casas de dança ou vendem bebidas alcoólicas na rua. Os clientes desse tipo são geralmente adultos ou adolescentes com pouco dinheiro.
O problema da prostituição infantil agrava-se pela aplicação fraca das leis e pelas raras e ineficazes ações policiais. Entretanto, houve mais esforços recentemente; em 2008, a polícia invadiu vários bordéis e resgatou 215 crianças que trabalhavam lá. A Organização Internacional para as Migrações (OIM) e as ONGs Save the Children e Pro-Adolescente realizaram campanhas de conscientização pública sobre o Tráfico de crianças. O governo do departamento de La Paz e a prefeitura de La Paz operam abrigos para crianças abusadas e exploradas.

## Tráfico sexual
Problemas econômicos e sociais criam um clima favorável ao tráfico de pessoas. Jovens bolivianas e meninas são traficadas de áreas rurais para urbanas para exploração sexual; mulheres e crianças de grupos indígenas do Altiplano estão em maior risco de serem traficadas para prostituição. Diante da pobreza extrema, muitos cidadãos tornam-se migrantes econômicos e alguns são vítimas de traficantes, sendo forçados à prostituição dentro e fora da Bolívia.
O país também é fonte de vítimas traficadas para exploração sexual na Argentina, Chile, Brasil, Espanha e nos Estados Unidos. Controles fracos nas fronteiras agravam esse problema.
Em 2018, o Departamento de Estado dos Estados Unidos Escritório de Monitoramento e Combate ao Tráfico de Pessoas rebaixou a classificação da Bolívia de “Tier 2 Watch List” para país de “Tier 3”.